# Adiantum cajennense
Adiantum cajennense är en kantbräkenväxtart som beskrevs av Carl Ludwig Willdenow. Adiantum cajennense ingår i släktet Adiantum och familjen Pteridaceae. Inga underarter finns listade.